# Model de Dicke
El model de Dicke és un model fonamental de l'òptica quàntica, que descriu la interacció entre la llum i la matèria. En el model de Dicke, el component llum es descriu com un únic mode quàntic, mentre que la matèria es descriu com un conjunt de sistemes de dos nivells. Quan l'acoblament entre la llum i la matèria creua un valor crític, el model de Dicke mostra una transició de fase de camp mitjà a una fase superradiant.
Aquesta transició pertany a la classe d'universalitat d'Ising i es va realitzar en experiments d'electrodinàmica quàntica de cavitats. Tot i que la transició superradiant té certa analogia amb la inestabilitat del làser, aquestes dues transicions pertanyen a classes d'universalitat diferents.

## Descripció
El model de Dicke és un model de mecànica quàntica que descriu l'acoblament entre una cavitat monomode i {\displaystyle N} sistemes de dos nivells, o equivalent a {\displaystyle N} espín-½ graus de llibertat. El model va ser introduït per primera vegada l'any 1973 per K. Hepp i E. H. Lieb. El seu estudi es va inspirar en el treball pioner de R. H. Dicke sobre l'emissió de llum superradiant a l'espai lliure i porta el seu nom.
Com qualsevol altre model de mecànica quàntica, el model de Dicke inclou un conjunt d'estats quàntics (l'espai de Hilbert) i un operador d'energia total (lel hamiltonià). L'espai de Hilbert del model de Dicke ve donat per (el producte tensorial de) els estats de la cavitat i dels sistemes de dos nivells. L'espai de Hilbert de la cavitat es pot abastar amb estats de Fock amb {\displaystyle n} fotons, denotat per {\displaystyle |n\rangle }. Aquests estats es poden construir a partir de l'estat de buit {\displaystyle |n=0\rangle } utilitzant els operadors d'escala canònics, {\displaystyle a^{\dagger }} i {\displaystyle a}, que sumen i resten un fotó de la cavitat, respectivament. Els estats de cada sistema de dos nivells s'anomenen amunt i avall i es defineixen mitjançant els operadors d'espín {\displaystyle {\vec {\sigma }}_{j}=(\sigma _{j}^{x},~\sigma _{j}^{y},~\sigma _{j}^{z})}, satisfent l'àlgebra d'espín {\displaystyle [\sigma _{j}^{x},~\sigma _{k}^{y}]=i\hbar \sigma _{j}^{z}\delta _{j,k}}. Aquí, {\displaystyle \hbar } és la constant de Planck i {\displaystyle j=(0,1,2,...,N)} indica un sistema específic de dos nivells.
El hamiltonià del model de Dicke és

| {\displaystyle H=\hbar \omega _{c}a^{\dagger }a+\omega _{z}\sum _{j=1}^{N}\sigma _{j}^{z}+{\frac {2\lambda }{\sqrt {N}}}(a+a^{\dagger })\sum _{j}\sigma _{j}^{x}\;.} | \| \| \| \| \| \| \| \| | (Eq. 1) |
| |                         |         |
| |                         |         |
Aquí, el primer terme descriu l'energia de la cavitat i és igual al producte de l'energia d'un fotó d'una sola cavitat. {\displaystyle \hbar \omega _{c}} (on {\displaystyle \omega _{c}} és la freqüència de la cavitat), multiplicada pel nombre de fotons a la cavitat, {\displaystyle n_{c}=a^{\dagger }a}. El segon terme descriu l'energia dels sistemes de dos nivells, on {\displaystyle \hbar \omega _{z}} és la diferència d'energia entre els estats de cada sistema de dos nivells. L'últim terme descriu l'acoblament entre els sistemes de dos nivells i la cavitat i se suposa que és proporcional a una constant, {\displaystyle \lambda } vegades la inversa de l'arrel quadrada del nombre de sistemes de dos nivells. Aquesta hipòtesi permet obtenir una transició de fase en el límit de {\displaystyle N\to \infty } (vegeu més avall). L'acoblament es pot escriure com la suma de dos termes: un terme co-rotatori que conserva el nombre d'excitacions i és proporcional a {\displaystyle a\sigma ^{+}+a^{\dagger }\sigma ^{-}} i un terme de rotació contraria proporcional a {\displaystyle a\sigma ^{-}+a^{\dagger }\sigma ^{+}}, on {\displaystyle \sigma ^{\pm }=\sigma ^{x}\pm i\sigma ^{y}} són els operadors d'escala de l'espín.
El hamiltonià de l'equació 1 suposa que tots els espins són idèntics (és a dir, tenen la mateixa diferència d'energia i estan igualment acoblats a la cavitat). Sota aquesta hipòtesi, es poden definir els operadors d'espín macroscòpics {\displaystyle S^{\alpha }=\sum _{j=1}^{N}\sigma _{j}^{\alpha }}, amb {\displaystyle \alpha =x,y,z}, que satisfan l'àlgebra d'espín, {\displaystyle [S^{x},S^{y}]=i\hbar S^{z}}. Utilitzant aquests operadors, es pot reescriure el hamiltonià a l'equació 1 és

| {\displaystyle H=\hbar \omega _{c}a^{\dagger }a+\omega _{z}S^{z}+{\frac {2\lambda }{\sqrt {N}}}(a+a^{\dagger })S^{x}.} | \| \| \| \| \| \| \| \| | (Eq. 2) |
| |                         |         |
| |                         |         |
Aquesta notació simplifica l'estudi numèric del model perquè implica un únic espín-S amb {\displaystyle S\leq N/2}, l'espai de Hilbert del qual té mida {\displaystyle 2S+1}, enlloc de {\displaystyle N} espín-1/2, l'espai de Hilbert del qual té mida {\displaystyle 2^{N}}.
El model de Dicke té una simetria global,

| {\displaystyle {\mathcal {P}}:(a,\sigma ^{\pm })\to (-a,-\sigma ^{\pm })\;.} | \| \| \| \| \| \| \| \| | (Eq. 3) |
|                                                                              |                         |         |
|                                                                              |                         |         |
Perquè {\displaystyle {\mathcal {P}}} quadrats a la unitat (és a dir, si s'aplica dues vegades, torna cada estat al seu estat original), té dos valors propis, {\displaystyle 1} i {\displaystyle -1}. Aquesta simetria s'associa a una quantitat conservada: la paritat del nombre total d'excitacions {\displaystyle P=(-1)^{N_{ex}}}, on

| {\displaystyle N_{ex}=a^{\dagger }a+\sum _{j=1}^{N}\sigma _{j}^{z}\;.} | \| \| \| \| \| \| \| \| | (Eq. 4) |
|                                                                        |                         |         |
|                                                                        |                         |         |
Aquesta conservació de la paritat es pot veure pel fet que cada terme del Hamiltonià conserva el nombre d'excitació, excepte els termes de rotació contrària, que només poden canviar el nombre d'excitació per {\displaystyle \pm 2}. Es diu que un estat del model de Dicke és normal quan es conserva aquesta simetria i superradiant quan aquesta simetria es trenca espontàniament.

### Models relacionats
El model de Dicke està estretament relacionat amb altres models d'òptica quàntica. Concretament, el model de Dicke amb un únic sistema de dos nivells, {\displaystyle N=1}, s'anomena model de Rabi. En absència de termes de rotació contraria, el model s'anomena model de Jaynes-Cummings per a {\displaystyle N=1} i model de Tavis-Cummings per a {\displaystyle N>1}. Aquests dos models conserven el nombre de {\displaystyle N_{ex}} excitacions i es caracteritza com una simetria {\displaystyle U(1)}. La ruptura espontània d'aquesta simetria dona lloc a un estat de làser (vegeu més avall).
La relació entre el model de Dicke i altres models es resumeix a la taula següent.
| Nom del model   | Rotació en sentit contrari? | Simetria                       | Nombre de sistemes de dos nivells |
| --------------- | --------------------------- | ------------------------------ | --------------------------------- |
| Jaynes-Cummings | no                          | {\displaystyle U(1)}           | {\displaystyle N=1}               |
| Tavis-Cummings  | no                          | {\displaystyle U(1)}           | {\displaystyle N>1}               |
| Rabi            | si                          | {\displaystyle {\mathcal {P}}} | {\displaystyle N=1}               |
| Dicke           | si                          | {\displaystyle {\mathcal {P}}} | {\displaystyle N>1}               |

## Transició de fase superradiant
Els primers estudis del model de Dicke van considerar les seves propietats d'equilibri. Aquests estudis consideraven el límit de {\displaystyle N\to \infty } (també conegut com a límit termodinàmic) i va assumir una funció de partició tèrmica, {\displaystyle Z=\exp(-H/k_{B}T)}, on {\displaystyle k_{B}} és la constant de Boltzmann i {\displaystyle T} és la temperatura. Es va trobar que, quan l'acoblament {\displaystyle \lambda } creua un valor crític {\displaystyle \lambda _{c}}, el model de Dicke experimenta una transició de fase de segon ordre, coneguda com a transició de fase superradiant.

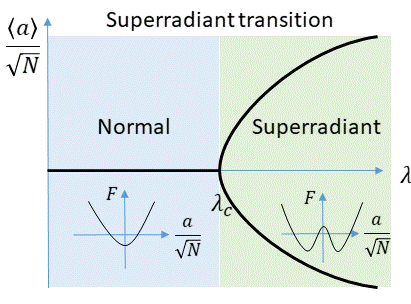
Gràfic esquemàtic del paràmetre d'ordre de la transició de Dicke, que és zero en la fase normal i finit en la fase superradiant. El requadre mostra l'energia lliure en les fases normal i superradiant, (vegeu l'equació 5)

En la seva derivació original, Hepp i Lieb van descuidar els efectes dels termes de rotació en sentit contrari i, per tant, van considerar el model de Tavis-Cummings (vegeu més amunt). Estudis posteriors del model complet de Dicke van trobar que la transició de fase encara es produeix en presència de termes de rotació en sentit contrari, encara que en un acoblament crític diferent.
La transició superradiant trenca espontàniament la simetria de paritat, {\displaystyle {\mathcal {P}}}, definida en l'equació 3. El paràmetre d'ordre d'aquesta transició de fase és {\displaystyle \langle {a}\rangle /{\sqrt {N}}}. En el límit termodinàmic, aquesta quantitat tendeix a zero si el sistema és normal, o a un dels dos valors possibles si el sistema és superradiant. Aquests dos valors corresponen a estats físics del camp de la cavitat amb fases oposades (vegeu l'equació 3) i, corresponentment, a estats de l'espín amb components {\displaystyle x} oposats). A prop de la transició de fase superradiant, depèn el paràmetre d'ordre {\displaystyle \lambda } com {\displaystyle \langle {a}\rangle /{\sqrt {N}}\sim (\lambda _{c}-\lambda )^{-1/2}}. Aquesta dependència correspon a l'exponent crític {\displaystyle \beta =1/2} del camp mitjà.

### Descripció del camp mitjà de la transició
La manera més senzilla de descriure la transició superradiant és utilitzar una aproximació de camp mitjà, en la qual els operadors de camp de cavitat es substitueixen pels seus valors d'expectativa. Sota aquesta aproximació, que és exacta en el límit termodinàmic, el hamiltonià de Dicke de l'equació 1 esdevé una suma de termes independents, cadascun actuant sobre un sistema diferent de dos nivells, que es pot diagonalitzar de manera independent. A l'equilibri tèrmic (vegeu més amunt), es troba que l'energia lliure per sistema de dos nivells és

| {\displaystyle F\left({\frac {\langle a\rangle }{\sqrt {N}}}=\alpha \right)=\omega _{c}\alpha ^{2}-k_{B}T\ln \left(2\cosh \left({\frac {\sqrt {\omega _{z}^{2}+16\lambda ^{2}\alpha ^{2}}}{2k_{B}T}}\right)\right).} | \| \| \| \| \| \| \| \| | (Eq. 5) |
| |                         |         |
| |                         |         |
L'acoblament crític de la transició es pot trobar per la condició {\displaystyle dF/d\alpha (\alpha =0)=0}, que condueix a

| {\displaystyle \lambda _{c}={\frac {1}{2}}{\sqrt {\omega _{c}\omega _{z}\coth \left({\frac {\hbar \omega _{z}}{2k_{B}T}}\right)}}.} | \| \| \| \| \| \| \| \| | (Eq. 6) |
| |                         |         |
| |                         |         |
Per a {\displaystyle \lambda <\lambda _{c}}, {\displaystyle F} té un mínim, mentre que per {\displaystyle \lambda >\lambda _{c}}, té dos mínims. En el límit de {\displaystyle T\to 0} s'obté una expressió per a l'acoblament crític de la transició de fase superradiant a temperatura zero, {\displaystyle \lambda _{c}={\sqrt {\omega _{c}\omega _{z}}}/2}.

## Límit semiclàssic i caos

### Límit semiclàssic
Un espai de fases per al model de Dicke al subespai atòmic simètric amb {\displaystyle S=N/2} es pot construir considerant el producte tensorial dels estats coherents de Glauber

| {\displaystyle \left\vert q,p\right\rangle =D(q,p)\left\vert 0\right\rangle ,} | \| \| \| \| \| \| \| \| | (Eq. 7) |
|                                                                                |                         |         |
|                                                                                |                         |         |
on {\textstyle D(q,p)=e^{-{\frac {S}{4}}\left(q^{2}+p^{2}\right)}\exp \left({\sqrt {\frac {S}{2}}}\left(q+ip\right)a^{\dagger }\right)} és l'operador de desplaçament i {\textstyle \left\vert 0\right\rangle } és l'estat de Fock al buit de fotons i els estats coherents SU(2).

| {\displaystyle \left\vert Q,P\right\rangle =R(Q,P)\left\vert S,-S\right\rangle ,} | \| \| \| \| \| \| \| \| | (Eq. 8) |
|                                                                                   |                         |         |
|                                                                                   |                         |         |
on {\textstyle R(Q,P)=\left(1-{\frac {Q^{2}+P^{2}}{4}}\right)^{S}\exp \left({\sqrt {\frac {1}{4-Q^{2}-P^{2}}}}\left(Q+iP\right){\frac {S^{+}}{\hbar }}\right)} és l'operador rotacional a l'esfera de Bloch, {\textstyle Q^{2}+P^{2}\leq 4,} i {\displaystyle \left\vert {S,-S}\right\rangle } és l'estat amb tots els àtoms en el seu estat fonamental. Això produeix un espai de fases de quatre dimensions amb coordenades canòniques {\textstyle (q,p)} i {\displaystyle (Q,P)}.
Un hamiltonià clàssic s'obté prenent el valor esperat de l'hamiltonià de Dicke donat per l'equació 2 sota aquests estats,

| {\displaystyle H_{\text{cl}}(q,p,Q,P)={\frac {\hbar S\omega _{c}}{2}}\left(q^{2}+p^{2}\right)+{\frac {\hbar S\omega _{z}}{2}}\left(Q^{2}+P^{2}\right)+2\hbar S\lambda \,Qq{\sqrt {1-{\frac {Q^{2}+P^{2}}{4}}}}-\hbar S\omega _{z}.} | \| \| \| \| \| \| \| \| | (Eq. 9) |
| |                         |         |
| |                         |         |

Percentatge de trajectòries clàssiques amb exponent de Lyapunov positiu en funció de l'energia per partícula {\textstyle E/S} i el paràmetre d'acoblament {\textstyle \lambda } (dividit per l'acoblament crític {\textstyle \lambda _{c}={\sqrt {\omega _{c}\omega _{z}}}/2}). Els paràmetres són {\displaystyle \omega _{c}=\omega _{z}=1}.

En el límit de {\displaystyle N\to \infty }, la dinàmica quàntica donada pel hamiltonià quàntic de l'equació 2 i la dinàmica clàssica donada per l'equació 9 coincideixen. Per a una mida de sistema finita, hi ha una correspondència clàssica i quàntica que es trenca en el «temps Ehrenfest», que és inversament proporcional a {\displaystyle N}.

### Caos quàntic
El model de Dicke proporciona un sistema ideal per estudiar la correspondència quàntica-clàssica i el caos quàntic.
El sistema clàssic donat per l'equació 9 és caòtica o regular segons els valors dels paràmetres {\textstyle \lambda }, {\textstyle \omega _{c}}, i {\textstyle \omega _{z}}i l'energia {\textstyle E}.
S'ha de tenir en compte que pot haver-hi caos tant en els règims normals com en els superradiants.
Recentment s'ha trobat que la taxa de creixement exponencial del correlador fora de l'ordre temporal coincideix amb els exponents de Lyapunov clàssics en el règim caòtic i en punts inestables del règim regular. A més, l'evolució de la probabilitat de supervivència (és a dir, la fidelitat d'un estat amb si mateix en un moment posterior) dels estats coherents inicials altament deslocalitzats en la base pròpia d'energia està ben descrita per la teoria de matrius aleatòries, mentre que els estats coherents inicials estan fortament afectats per la presència de cicatrius quàntiques mostra comportaments que trenquen l'ergodicitat.

## Model de Dicke obert
El model de Dicke de l'equació 1 assumeix que el mode de cavitat i els sistemes de dos nivells estan perfectament aïllats de l'entorn extern.
En experiments reals, aquesta hipòtesi no és vàlida: l'acoblament a modes lliures de llum pot provocar la pèrdua de fotons de la cavitat i el decaïment dels sistemes de dos nivells (és a dir, canals de dissipació).
Val la pena esmentar que aquests experiments utilitzen camps de conducció (per exemple, camps làser) per implementar l'acoblament entre el mode de cavitat i els sistemes de dos nivells.
Els diferents canals de dissipació es poden descriure afegint un acoblament a graus de llibertat ambientals addicionals.
Mitjançant la mitjana de la dinàmica d'aquests graus externs de llibertat s'obtenen equacions de moviment que descriuen un sistema quàntic obert.

Segons l'aproximació comuna de Born-Markov, es pot descriure la dinàmica del sistema amb l'equació mestra quàntica en forma de lindbladià:

| {\displaystyle {\frac {d\rho }{dt}}=-{i \over \hbar }[H,\rho ]+\sum _{\alpha }\gamma _{\alpha }\left(L_{\alpha }\rho L_{\alpha }^{\dagger }-{\frac {1}{2}}\left\{L_{\alpha }^{\dagger }L_{\alpha },\rho \right\}\right).} | \| \| \| \| \| \| \| \| | (Eq. 10) |
| |                         |          |
| |                         |          |
Aquí, {\displaystyle \rho } és la matriu de densitat del sistema, {\displaystyle L_{\alpha }} és l'operador lindbladià del canal de decaïment, {\displaystyle \alpha }, i {\displaystyle \gamma _{\alpha }} la taxa de decaïment associada. Quan el hamiltonià {\displaystyle H} ve donada per l'equació 1, el model s'anomena model de Dicke obert.
Alguns processos de desintegració comuns que són rellevants per als experiments es mostren a la taula següent:
| -                 | Decaïment de cavitat    | Decaïment atòmic                      | Desfasament atòmic                | Decaïment col·lectiu                       |
| ----------------- | ----------------------- | ------------------------------------- | --------------------------------- | ------------------------------------------ |
| Lindbladià        | {\displaystyle L=a}     | {\displaystyle L=\sigma _{i}^{-}}     | {\displaystyle L=\sigma _{i}^{z}} | {\displaystyle L=\sum _{i}\sigma _{i}^{-}} |
| Taxa de decaïment | {\displaystyle \kappa } | {\displaystyle \gamma _{\downarrow }} | {\displaystyle \gamma _{\phi }}   | {\displaystyle \Gamma _{\downarrow }}      |

En la descripció teòrica del model, sovint es considera l'estat estacionari on {\displaystyle d\rho /dt=0}. En el límit {\displaystyle N\to \infty }, l'estat estacionari del model de Dicke obert mostra una transició de fase contínua, sovint anomenada transició superradiant sense equilibri. Els exponents crítics d'aquesta transició són els mateixos que la transició superradiant d'equilibri a temperatura finita (i difereixen de la transició superradiant a temperatura zero).

### Transició superradiant i superradiància de Dicke
La transició superradiant del model obert de Dicke està relacionada amb la superradiància de Dicke, però difereix.

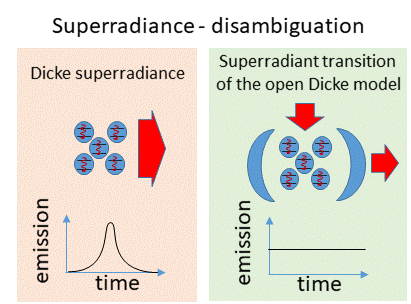
Representació esquemàtica de la diferència entre la superradiància de Dicke i la transició superradiant del model de Dicke obert

La superradiància de Dicke és un fenomen col·lectiu en el qual molts sistemes de dos nivells emeten fotons de manera coherent a l'espai lliure. Es produeix si els sistemes de dos nivells es preparen inicialment en el seu estat excitat i es col·loquen a una distància molt menor que la longitud d'ona del fotó rellevant. En aquestes condicions, el decaïment espontani dels sistemes de dos nivells es fa molt més ràpida: els sistemes de dos nivells emeten un pols de llum breu amb gran amplitud. En condicions ideals, la durada del pols és inversament proporcional al nombre de sistemes de dos nivells, {\displaystyle N}, i la intensitat màxima de les escales de llum emesa com {\displaystyle N^{2}}. Això contrasta amb l'emissió espontània de {\displaystyle N} sistemes independents de dos nivells, del temps de decaïment dels quals no depèn {\displaystyle N} i on la intensitat del pols escala com {\displaystyle N}.
Com s'ha explicat anteriorment, el model de Dicke obert modela més aviat sistemes de dos nivells acoblats a una cavitat quantificada i accionats per una bomba externa. En la fase normal, la intensitat del camp de la cavitat no escala amb el nombre d'àtoms {\displaystyle N}, mentre que en la fase superradiant, la intensitat del camp de la cavitat és proporcional a {\displaystyle \langle a^{\dagger }a\rangle \sim N}.
Les lleis d'escala de la superradiància de Dicke i de la transició superradiant del model de Dicke es resumeixen a la taula següent:
|                                    | Superradiància de Dicke | Transició superradiant del model de Dicke |
| ---------------------------------- | ----------------------- | ----------------------------------------- |
| Entorn                             | Espai lliure            | Cavitat                                   |
| Durada                             | Transitòria             | Estat estable                             |
| Intensitat del camp (normal)       | {\displaystyle N}       | {\displaystyle 1}                         |
| Intensitat del camp (superradiant) | {\displaystyle N^{2}}   | {\displaystyle N}                         |

## Realitzacions experimentals
La realització més senzilla del model de Dicke implica l'acoblament dipol entre àtoms de dos nivells en una cavitat. En aquest sistema, l'observació de la transició superradiant es veu obstaculitzada per dos possibles problemes: 
1. L'acoblament nu entre àtoms i cavitats sol ser feble i insuficient per assolir el valor crític {\displaystyle \lambda _{c}}, (vegeu l'equació 6) .[18]
2. S'ha de tenir en compte un modelatge precís del sistema físic requereix que es consideri {\displaystyle A^{2}} termes que d'acord amb un no-és teorema, poden impedir la transició. Ambdues limitacions es poden eludir aplicant bombes externes als àtoms i creant un model Dicke eficaç en un marc de rotació adequada.[19][20]

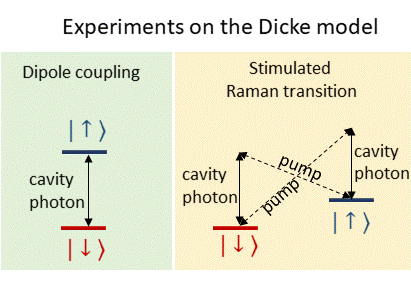
Representació esquemàtica de dos esquemes per realitzar experimentalment el model de Dicke: a l'esquerra, l'enfocament d'equilibri basat en l'acoblament dipol entre els dos nivells i, a la dreta, l'enfocament de no equilibri basat en processos de dos fotons, és a dir, la dispersió Raman estimulada. Només aquest darrer esquema s'utilitza per realitzar el model de Dicke

El 2010, es va observar experimentalment la transició superradiant del model Dicke obert utilitzant àtoms neutres de robí atrapats en una cavitat òptica. En canvi, els àtoms estan il·luminats per una bomba externa, que impulsa una transició Raman estimulada. Aquest procés de dos fotons fa que el sistema de dos nivells canviï el seu estat de baix a amunt, o viceversa, i emeti o absorbeixi un fotó a la cavitat. Els experiments van demostrar que el nombre de fotons a la cavitat mostra un fort augment quan la intensitat de la bomba creua un llindar crític. Aquest llindar es va associar amb l'acoblament crític del model de Dicke.
En els experiments, es van utilitzar dos conjunts diferents d'estats físics com a estats avall i amunt. En alguns experiments, els dos estats corresponen a àtoms amb velocitats o moments diferents: l'estat descendent tenia un moment zero i pertanyia a un condensat de Bose-Einstein, mentre que l'estat ascendent tenia un moment igual a la suma del moment d'un fotó de la cavitat i l'impuls d'un fotó de bomba. En canvi, experiments posteriors van utilitzar dos nivells hiperfins diferents dels àtoms de rubidi en un camp magnètic. Aquesta darrera realització va permetre als investigadors estudiar un model de Dicke generalitzat (vegeu més avall). En ambdós experiments, el sistema depèn del temps i el hamiltonià de Dicke (generalitzat) es realitza en un marc que gira a la freqüència de la bomba.

## Model generalitzat i làser
El model de Dicke es pot generalitzar considerant els efectes de termes addicionals en el hamiltonià de l'equació 1. Per exemple, un experiment recent va realitzar un model de Dicke obert amb termes de rotació i rotació contrària ajustables de manera independent. A més de la transició superradiant, aquest model de Dicke generalitzat pot patir una inestabilitat làser, que es va anomenar làser invertit o contralàser. Aquesta transició és induïda pels termes de rotació contraria del model de Dicke i és més destacada quan aquests termes són més grans que els de rotació.
La transició superradiant sense equilibri i la inestabilitat del làser tenen diverses similituds i diferències. Ambdues transicions són de tipus de camp mitjà i es poden entendre en termes de la dinàmica d'un sol grau de llibertat. La transició superradiant correspon a una bifurcació trident supercrítica, mentre que la inestabilitat làser correspon a una inestabilitat de Hopf. La diferència clau entre aquests dos tipus de bifurcacions és que la primera dona lloc a dues solucions estables, mentre que la segona condueix a solucions periòdiques (cicles límit). En conseqüència, en la fase superradiant, el camp de la cavitat és estàtic (en el marc del camp de bombes), mentre que oscil·la periòdicament en la fase de làser.